# Carrer de Baix (Castellterçol)
El Carrer de Baix és una via pública de Castellterçol (Moianès) inclosa a l'Inventari del Patrimoni Arquitectònic de Catalunya.

## Descripció
Carrer que va des de la plaça Victor Pradera fins a la plaça de Tresserres. D'uns cinc metres d'amplada, a cada costat s'arrengleren cases que encara conserven la seva estructura original de planta baixa, pis i golfes.

## Història
Als segles XVII i XVIII, a conseqüència del floriment de la indústria dels peraires i del negoci del gel, la població experimentà una notable creixença i això va fer que s'haguessin d'obrir nous carrers i construir cases, com és el cas d'aquest carrer.